# Акользин, Фёдор Павлович
Фёдор Павлович Акользин — командир отделения автоматчиков 1040-го стрелкового полка (295-я стрелковая дивизия, 5-я ударная армия, 1-й Белорусский фронт), старший сержант.

## Биография
Фёдор Павлович Акользин родился 13 марта 1925 года на хуторе Дарьевка (ныне — Родионово-Несветайского района Ростовской области) в семье крестьянина. В 1941 году окончил 7 классов неполной средней школы хутора Болдыревка того же района.
Работал в колхозе «Память С. М. Кирова».
18 марта 1943 года Родионово-Несветайским райвоенкоматом был призван в ряды Красной армии.
На фронте в Великую Отечественную войну с марта 1943 года .
24 марта 1944 года в боях за город Николаев командир отделения роты автоматчиков старший сержант Акользин выбил противника из сильно укреплённых огневыми средствами траншей, уничтожив при этом 6 солдат противника, что дало возможность нашим войсками продвинуться вперёд. 30 апреля 1944 года награждён приказом по полку медалью «За отвагу».
15 января 1945 года в районе города Гнезен (в настоящее время Гнезно в Польше) командир отделения автоматчиков старший сержант Акользин по личной инициативе изъявил желание пойти на ликвидацию остатков группировки противника, который засел в лесу и вёл обстрелы движущихся в этом районе колонн Красной армии. Зайдя с фланга станковому пулемёту меткой очередью из автомата уничтожил расчёт, а в завязавшейся схватке уничтожил ещё 6 солдат противника. Приказом по дивизии 6 февраля 1945 года он был награждён орденом Славы 3-й степени.
1 марта 1945 года севернее города Кюстрин (Костшин в Польше), обнаружив солдат противника, засевших в одном из домов, ворвался туда и противотанковыми гранатами уничтожил 10 из них и 1-го взял в плен и доставил в штаб. 24 апреля 1945 года приказом по 5-й ударной армии был награждён орденом Славы 2-й степени.
30 марта 1945 года на правом берегу Одера в ночных условиях вступил в неравный бой с прорвавшейся группировкой противника. В течение боя с 4-х до 8 часов утра уничтожил до 20 солдат противника, чем способствовал успешной ликвидации противника. Командованием полка старший сержант Акользин был представлен к ордену Красной Звезды, однако командованием 5-й ударной армии он 12 мая 1945 года был награждён повторно орденом Славы 2-й степени.
Указом Президиума Верховного Совета СССР от 30 ноября 1977 года он был перенаграждён орденом Славы 1-й степени.
В декабре 1950 года Фёдор Павлович Акользин был демобилизован. Вернулся на родину. Работал механизатором в колхозе «Мир».
6 апреля 1985 года в порядке массового награждения участников Великой Отечественной войны был награждён орденом Отечественной войны 1-й степени.
Фёдор Павлович Акользин скончался 21 июня 1997 года.